# 시러큐스 핸콕 국제공항

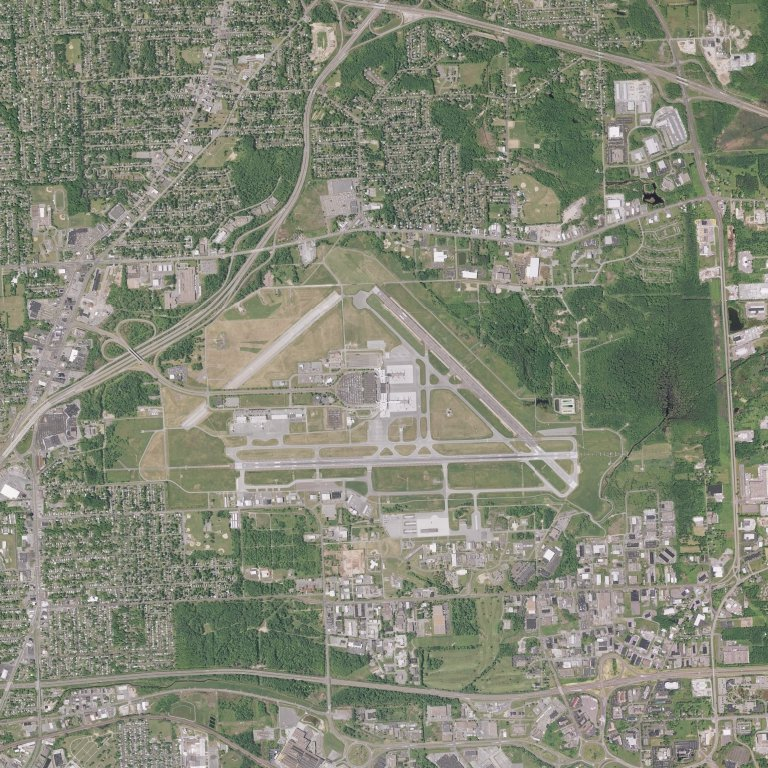
미국 지질조사국 정사사진

시러큐스 핸콕 국제공항(Syracuse Hancock International Airport, IATA: SYR, ICAO: KSYR, FAA LID: SYR)은 뉴욕주 시러큐스 (뉴욕주) 시내에서 북동쪽으로 8km, 워터타운 (뉴욕주)에서 남쪽으로 100km 떨어진 민군 합동 공항이다. 시러큐스 항공국에서 운영하는 이 공항은 매티데일(Mattydale) 근처의 81번 주간고속도로 외곽에 위치해 있다. 주요 터미널 단지는 에일린 콜린스 블러버드의 동쪽 끝에 있다. 공항의 절반은 DeWitt 타운 내에 위치하고 있으며 일부는 샐리나(Salina) 및 키케로(Cicero) 타운에 있다.